# New Georgia
New Georgia is een van de grotere eilanden in de Salomonseilanden, onderdeel van de New Georgia-eilanden.

## Geografie
De grootste plaats op het eiland is Munda. Dit eiland is 2044 km² groot en het hoogste punt is 1007 m. Het eiland is bergachtig en dicht bebost.

## Geschiedenis
Tijdens de Tweede Wereldoorlog is er heftig gevochten op het eiland. De gevechten begonnen met de New Georgia-campagne van de Verenigde Staten die begon op 30 juni 1943. Het eiland werd veroverd op 23 augustus na lange en moeizame gevechten in het regenwoud. De omliggende eilanden werden uiteindelijk pas in oktober bevrijd.

## Fauna
De volgende zoogdieren komen voor op New Georgia:
- Phalanger orientalis (geïntroduceerd)
- Wild zwijn (Sus scrofa) (geïntroduceerd)
- Polynesische rat (Rattus exulans) (geïntroduceerd)
- Dobsonia inermis
- Macroglossus minimus
- Melonycteris fardoulisi
- Melonycteris woodfordi
- Nyctimene bougainville
- Nyctimene major
- Pteralopex pulchra
- Pteropus admiralitatum
- Pteropus rayneri
- Pteropus woodfordi
- Rousettus amplexicaudatus
- Emballonura nigrescens
- Emballonura raffrayana
- Aselliscus tricuspidatus
- Hipposideros calcaratus
- Hipposideros diadema
- Hipposideros dinops
- Miniopterus macrocneme
- Myotis adversus
- Pipistrellus angulatus